# Flavonol
|  | Per a altres significats, vegeu «Flavanols». |

Estructura d'un flavonol, els nombres indiquen els substituents.

Els flavonols són una classe de flavonoides que tenen l'esquelet de 3-hidroxiflavona (nom IUPAC: 3-hidroxi-2-fenilcromen-4-ona). La seva diversitat radica en les diferents posicions dels grups fenòlics -OH. Són diferents dels flavanols que són una altra classe de flavonoides.
Els flavonols són presents en una àmplia varietat de fruits i verdures. A la població occidental s'estima que la ingesta diària de flavonols és entre 20 a 50 mg per dia. Depèn individualment del tipus de dieta consumida.
Els flavonols i els glucòsids poden contribuir la protecció de les plantes davant la radiació ultraviolada i també expliquen els colors de les flors.

## Alguns flavonols
- 3-hidroxiflavona
- Azaleatina
- Fisetina
- Galangina
- Miricetina
- Quercetina

## Alguns flavonols glucòsids
- Astragalina
- Isoquercitina
- Rutina